# Teorema de Bohr-Mollerup
En análisis matemático, el teorema de Bohr-Mollerup llamado así debido a los matemáticos daneses Harald Bohr y Johannes Mollerup que lo probaron en 1922, otorga una caracterización de la función gamma, definida para x > 0 por

{\displaystyle \Gamma (x)=\int _{0}^{\infty }t^{x-1}e^{-t}\,dt}

como la única función f en el intervalo x > 0 que simultáneamente cumple las siguientes tres propiedades:
- {\displaystyle f(1)=1.\,}
- {\displaystyle f(x+1)=x\,f(x)\ ~{\mbox{para}}\ x>0.\,}
- {\displaystyle \log f\,} es una función convexa. (O sea, {\displaystyle f\,} es logarítmicamente convexa.)

Que el log f es convexo es a menudo expresado diciendo que f es log-convexo, en lo que refiere que una función log-convexa es aquella función cuyo logaritmo es convexo.
Un tratamiento elegante de este teorema se puede encontrar en el libro de Emil Artin The Gamma Function, el cual ha sido reeditado por la AMS en una colección de escritos de Artin.
Como dato curioso, el teorema fue publicado por primera vez en un libro de análisis complejo pensando Bohr y Mollerup que ya había sido demostrado previamente.